# Ullahpara
Ullahpara är ett underdistrikt i Bangladesh. Det ligger i den centrala delen av landet, 110 km nordväst om huvudstaden Dhaka.
Trakten runt Ullahpara består till största delen av jordbruksmark. Runt Ullahpara är det mycket tätbefolkat, med 1 361 invånare per kvadratkilometer.